# Eriophyoidea
Eriophyoidea é uma superfamília de ácaros herbívoros pertencente à ordem dos Trombidiformes. Neste agrupamento taxonómico todos os ínstares pós-embriónicos perdem o terceiro e quarto pares de patas. O sistema respiratório está também ausente.

## Taxonomia
A taxonomia deste grupo permenece mal estudada e é em muitos aspectos confusa e contraditória, com famílias criadas para poucas, ou mesmo uma única espécie (como as Ashieldophyidae Mohanasundaram, 1984 e Pentasetacidae Shevchenko, 1991, entretanto incorporadas em agrupamentos maiores). Actualmente a superfamília Eriophyoidea é considerada como composta pelas seguintes famílias:
- Eriophyidae Nalepa, 1898
- Phytoptidae Murray, 1877
- Diptilomiopidae Keifer, 1944